# Scadoxus pseudocaulus
Scadoxus pseudocaulus är en amaryllisväxtart som först beskrevs av I.Bj¢rnstad och Ib Friis, och fick sitt nu gällande namn av Ib Friis och Inger Nordal. Scadoxus pseudocaulus ingår i släktet Scadoxus och familjen amaryllisväxter. Inga underarter finns listade i Catalogue of Life.